# Сухорський Онуфрій Павлович
Ону́фрій Павлович Сухо́рський (1917—1969), майстер різьблення на дереві, родом з с. Вільки (Лемківщина) (нині Сяноцький повіт Польщі); проживав у с. Росоховатець тепер Козівський район Тернопільської області з 1945 живе у с. Пасіки-Зубрицькі біля Львова. Тарілки, хлібниці, таці, оздоблені рельєфно-ажурним рослинним орнаментом, і скульптура малих форм («Сім'я птахів», «Ведмідь-музика», «Лис Микита», «Лелеки» тощо) зберігаються у музеях Києва і Львова.
Дерев'яна об'ємна скульптура: «Розп'яття», «Лев, ведмедиця і ведмежатко», попільничка «Ведмеді». Касетка (оздоблена орнаментом із листочків та квітів маку, контурна різьба), рамка для ікони (накладна рельєфна різьба), вішалка для рушника (оздоблена орнаментом із кленових листочків, ажурна різьба). Зберігаються у приватних колекціях.